# SS Rotterdam (1908)
El SS Rotterdam de 1908 va ser un vaixell de vapor, la quarta nau que portà aquest nom a la companyia Holland America Line. El vaixell va ser construït per Harland & Wolff Ltd. a Belfast. Va ser el continuador del SS Rotterdam III, venut per la companyia el 1906. Va incorporar com a novetat una coberta totalment de vidre, el primer vaixell que va creuar l'Atlàntic amb aquesta novetat.
Va ser també el primer transatlàntic en oferir entreteniments a bord i creuers de plaer.
El SS Rotterdam IV va fer el seu viatge inaugural el 1909 de Rotterdam a Nova York. Degut a una densa boira va xocar amb un vaixell més petit, i va haver de ser remolcat de nou a Rotterdam per a ser reparat.
Amb el seu tonatge brut de 24.000 tones, el vaixell va ser en aquells anys el més gran vaixell de la marina mercant holandesa. Durant un temps també va ser el vaixell insígnia de la Holland America Line, títol que després va passar al SS Statendam. Durant la temporada d'hivern el SS Rotterdam IV feia creuers per la Mediterrània, sent un dels primers vaixells holandesos a ser emprats per aquests creuers.

## Primera Guerra Mundial
Amb l'inici de la Primera Guerra Mundial la companyia va canviar el punt de partida de la ruta, passant de la ciutat holandesa de Rotterdam a la anglesa de Falmouth, al sud-est de la Gran Bretanya, regió de Cornualla. L'any 1916 la companyia es veure forçada a cancel·lar la línia, a causa de les accions de guerra naval a l'Atlàntic Nord.

## Post-guerra
Després de la Primera Guerra Mundial, el vaixell es va utilitzar de nou pel transport de passatgers a través de l'Oceà Atlàntic, de nou enllaçant Rotterdam i Nova York.
El 1929 el vaixell fou reestructurat, passant de tres classes de passatgers a només dues classes. La capacitat de la nau va passar a ser de 517 passatgers en primera classe i 1130 a la classe turista. En 1935 la nau va embarrancar en un escull als Cayos de Morant, prop de Jamaica. Va ser remolcat fins Wilton-Fijenoord, on va ser restaurat. A finals dels anys 1930 va acabar l'era dels vaixells a vapors.
Els SS Rotterdam IV va fer el seu últim viatge a Rotterdam el desembre de 1939, coincidint amb el començament de la Segona Guerra Mundial, sent finalment venut per la companyia pel seu desguàs i desguassat l'any 1940. Havia recorregut al llarg de la seva vida útil una distància equivalent a més de 70 vegades la volta al món. Fins a l'any 1959 la companyia Holland America Line no tornaria a tenir un vaixell anomenat Rotterdam, el Rotterdam V.